# Aulhat-Flat
Aulhat-Flat – gmina we Francji, w regionie Owernia-Rodan-Alpy, w departamencie Puy-de-Dôme. W 2013 roku liczba ludności wynosiła 903 mieszkańców.
Gmina została utworzona 1 stycznia 2016 roku z połączenia dwóch ówczesnych gmin: Aulhat-Saint-Privat oraz Flat. Siedzibą gminy została miejscowość Flat.